# José Luis García López
José Luis García López, también transcrito como José Luis García-López, es un dibujante de cómic de origen español-argentino (Lalín, 26 de marzo de 1948), que trabaja para el mercado estadounidense, sobre todo para DC Comics. Sus obras más destacadas son Atari Force, Cinder and Ashe, Road to Perdition, Deadman o New Teen Titans.
López menciona como influencias a los dibujantes Raymond Foster, Harold Foster y a Milton Canniff.

## Biografías
José Luis García López nació el 26 de marzo de 1948 en la aldea de Pareizo, perteneciente a Lalín, provincia de Pontevedra, España, hijo de familia española. Cuando tenía 5 años su familia se trasladó a Buenos Aires, Argentina, donde se crio. 
Actualmente reside en Miami, Estados Unidos.

## Obra
Su trabajo en comic books, tanto páginas interiores como portadas, incluye:

### DC
- Action Comics #448, #451, #469-471, #475, #480-482, #484, #487-488, #494-495, (Phantom Stranger) #623, 641 (1988–89)
- Adventure Comics (Vigilante): #442; (Deadman): #462-463, 465-466 (1975–79)
- All-New Collectors' Edition (Superman vs. Wonder Woman) #C-54 (1978)
- All-Star Western, vol. 3, #10 (2012)
- Atari Force, vol. 2, #1-3, 7-8, 9-12 (1984)
- Batman #272 (1976), 336-337, 353 (1981–82)
- Batman Confidential #26-28 (2009)
- Batman Family (Robin & Batgirl team-up) #3 (1976)
- Batman: Gotham Knights (Batman: Black & White) #10 (2000)
- Batman: Reign of Terror, novela gráfica (1999)
- Brave and the Bold #164, 171 (1980–81)
- Cinder and Ashe, miniserie, #1-4 (1988)
- DC Comics Presents #1-4, 17, 20, 24, 31, 41 (1978–82)
- DC Graphic Novel (Star Raiders) #1 (1983)
- DC Special: The Return of Donna Troy, miniserie, #1-4 (2005)
- DC Special Series (Kid Flash) #11; (Legión de Superhéroes) #21; (Batman vs. The Incredible Hulk) #27 ( formato tabloide) (1978–81)
- DC Universe: Legacies, serie limitada, #3-4 (2010)
- Deadman, miniserie, #1-4 (1986)
- Deadman, miniseries, #5-6 (2002)
- Detective Comics (Batman): #454, 458-459; (Hawkman): #452, 454-455 (1975–76); (Elongated Man): #500 (1981)
- Dr. Strangefate, one-shot (Amalgam Comics) (1996)
- Green Lantern, vol. 2, Annual #3 (1987)
- Hawkman, vol. 4, #18 (2003)
- Hercules Unbound #1-6 (1975–76)
- Heroes Against Hunger (2 páginas, junto a otros artistas) (1986)
- House of Secrets (Abel) #154 (1978)
- JLA: Classified #16-21 (2006)
- Joker #4 (1975)
- Jonah Hex #1-4, 10, 32, 73 (1977–83)
- Just Imagine Stan Lee creating Green Lantern (historia de apoyo) (2001)
- Legion of Super-Heroes, vol. 2, #55 (junto a otros artistas) (1988)
- Many Worlds of Tesla Strong, one-shot (junto a otros artistas) (2003)
- New Teen Titans, vol. 2, #7-11 (1985)
- On the Road to Perdition, miniserie, #1-3 (2003)
- Realworlds: Superman, one-shot (2000)
- Secret Origins (Phantom Stranger) #10 (1987)
- Showcase '94 (New Gods) #1 (1994)
- The Spirit, vol. 2, #17 (2011)
- Superman (Superman): #301-302, 307-310, 347; (Mr. Mxyzptlk): #351 (1976–80)
- Superman, vol. 2, #104-105 (1995)
- Superman, Inc (Elseworlds) (1999)
- Superman: Kal (Elseworlds) (1995)
- Tarzan #250-255 (1976)
- Twilight, miniserie, #1-3 (1990)
- Wednesday Comics (Metal Men) #1-12 (2009)
- Weird War Tales #41, 44, 108 (1975–82)
- Weird Western Tales (Jonah Hex) #32-33, 38 (1976–77)
- Wonder Woman, vol. 2, Annual #1 (junto a otros artistas) (1988)
- World's Finest Comics (Superman and Batman) #244, 255, 258 (1977–79)

### Otros editores
- Boris Karloff Tales of Mystery #64-65 (Gold Key, 1975)
- Career Girl Romances #71 (Charlton, 1972)
- Ghostly Tales #77, 79, 146 (Charlton, 1969–70, 1980)
- Grimm's Ghost Stories #24-25 (Gold Key, 1975)
- Just Married #68-69, 71-74 (Charlton, 1969–70)

## Premios
- 1990: Premio Haxtur a " La Mejor Historieta Larga", por Cinder y Ashe en el Salón Internacional del Cómic del Principado de Asturias.
- 1996: Premio Haxtur  al "  Mejor Dibujo", por Superman  Kal en el Salón Internacional del Cómic del Principado de Asturias.
- 2007: Premio Haxtur  al  " Mejor Dibujo " por " La mujer hipótesis / JLA CLasificado " en el Salón Internacional del Cómic del Principado de Asturias.
- 2008: Premio Haxtur  a la  " Mejor Historia Corta " por " Deadman. La muerte y la doncella " en el Salón Internacional del Cómic del Principado de Asturias.
- 2011: Premio Haxtur  al  " Mejor Dibujo" por " Batman confidencial: la tumba del Rey Tut" en el Salón Internacional del Cómic del Principado de Asturias.
- 2015: Premio Haxtur  al  " Autor que Amamos" en el Salón Internacional del Cómic del Principado de Asturias.